# Laurisilva

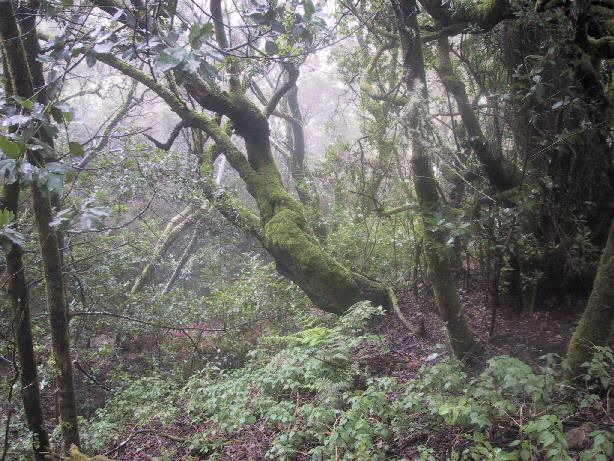
Bosc de laurisilva a Garajonay.

La laurisilva és un bosc perennifoli que es troba a les latituds temperades càlides, amb un clima subtropical humit, sense estació freda i amb poca oscil·lació tèrmica. Les precipitacions i la humitat hi són abundants al llarg de l'any, i no hi ha mesos secs.
Aquest bioma és característic de la franja oriental dels continents asiàtic i americà i d'algunes illes, com Nova Zelanda, Les Canàries o Madeira. La varietat d'espècies no és gaire elevada, però la vegetació és densa i de difícil accés. Els arbres, de fulles grans i força endurides, poden arribar a 50 m d'alçària i varien segons la regió on són. Hi ha alzines, magnòlies, llorers o coníferes i alguna mena de faig perennifoli que es pot trobar a Nova Zelanda.
Els boscos de laurisilva de Madeira i el Parc Nacional de Garajonay de La Gomera a les Illes Canàries han estat declarats Patrimoni de la Humanitat per la UNESCO.